# SFの賞一覧
SFの賞一覧（エスエフのしょういちらん）は、SF作品およびSF作品に関する評論・研究等に与えられる賞。または、SF作品の分野に貢献のあった個人に贈られる賞。

## 日本

### 年間最優秀作品の表彰
日本国内で発表されたSF作品から年間最優秀作品を選んで表彰する賞には、1970年に始まった星雲賞（日本SFファングループ連合会議事務局主催）、1980年に始まった日本SF大賞（日本SF作家クラブ主催）がある。星雲賞には「日本長編部門」「日本短編部門」「海外長編部門」「海外短編部門」「メディア部門」「コミック部門」「アート部門」「ノンフィクション部門」「自由部門」があり、毎年行われる日本SF大会の参加者の投票によって選出される。日本SF大賞は、小説以外の媒体も受賞対象であり過去には漫画、映画、アニメなども受賞している。
また2001年には、SF&ファンタジー関連の文学、マンガ、映像作品等から広く性差、性別役割というテーマを探求する作品に贈られるセンス・オブ・ジェンダー賞（ジェンダーSF研究会主催）が始まっている。
また、賞ではないが、1年間に刊行された日本国内のSF小説を順位づけするSFが読みたい!（早川書房）がある。
| 賞名                       | 開始年 | 主催                               | 部門（対象） | 備考 |
| -------------------------- | ------ | ---------------------------------- | --- | ---- |
| 星雲賞                     | 1970年 | 日本SFファングループ連合会議事務局 | 「日本長編部門」「日本短編部門」「海外長編部門」「海外短編部門」「メディア部門」「コミック部門」「アート部門」「ノンフィクション部門」「自由部門」 |      |
| 日本SF大賞                 | 1980年 | 日本SF作家クラブ                   | SF作品（小説に限らない） |      |
| センス・オブ・ジェンダー賞 | 2001年 | ジェンダーSF研究会                 | SF&ファンタジー関連の文学、マンガ、映像作品 |      |

### 個人に対する表彰
SF小説の発展に寄与した個人に与えられる賞として単独の賞は存在しないが、年間最優秀作品を表彰する上述の日本SF大賞には「功績大である死去者」（SF作家に限らない）に対して特別賞、特別功労賞が贈られることがあり、毎年ではないが今までに手塚治虫、石原藤夫、黒丸尚、星新一、光瀬龍、矢野徹、野田昌宏、柴野拓美、浅倉久志、小松左京に贈られている。
SF小説の発展に寄与した個人に贈られる賞
- 日本SF大賞（3月に発表、4月に授賞式）

### 公募の新人賞
公募の新人賞では、1961年に創設されたハヤカワ・SFコンテスト（早川書房主催）が最も歴史が長い。第1回は空想科学小説コンテスト、第2回・第3回はSFコンテスト、第4回はSF三大コンテストとして開催され、第5回からハヤカワSFコンテストとして1992年まで開催され、眉村卓、小松左京、半村良、神林長平らを輩出し、一度休止。2012年にハヤカワ・SFコンテストとして復活し、今に至る。
1977年から1980年まで奇想天外SF新人賞（奇想天外社主催）、1999年から2009年まで日本SF新人賞（日本SF作家クラブ主催）、2000年から2009年まで小松左京賞（角川春樹事務所主催）が存在した。2009年には相次いで新人賞が休止し、一時SFの新人賞が存在しないという状況にまで陥ったが、2010年、東京創元社が創元SF短編賞を開始。後に日本SF大賞を受賞する宮内悠介や酉島伝法らを輩出している。
2013年から日本経済新聞社が主催する理系文学を対象とした日経「星新一賞」が始まった。
なお、児童文学という枠組みではあるが福島正実記念SF童話賞（岩崎書店主催、1983年 - ）も存在する。SF童話賞となっているが、単なるSFだけでなく、SF的なファンタジー、冒険、ミステリー、ホラー、ナンセンスなどの空想物語も対象としている。
| 賞名                   | 開始年         | 主催           | 対象                     | 最終選考委員                                     | 正賞 | 副賞（賞金） |
| ---------------------- | -------------- | -------------- | ------------------------ | ------------------------------------------------ | ---- | ------------ |
| ハヤカワ・SFコンテスト | 1961年・2012年 | 早川書房       | 中長編                   | 東浩紀、神林長平、小島秀夫、塩澤快浩             | 賞牌 | 100万円      |
| 創元SF短編賞           | 2010年         | 東京創元社     | 短編                     | 大森望、日下三蔵、（ゲスト選考委員）             |      | 規定印税     |
| 日経「星新一賞」       | 2013年         | 日本経済新聞社 | 理系文学                 | 谷甲州、石黒浩、古川聡、冨田勝、水本伸子、滝順一 |      | 100万円      |
| 福島正実記念SF童話賞   | 1983年         | 岩崎書店       | 児童向け（SFに限らない） | 南山宏、石崎洋司、後藤みわこ、廣田衣世           | 賞状 | 20万円       |

存在した公募新人賞
- 奇想天外SF新人賞（奇想天外社主催、1977年 - 1980年）
- 日本SF新人賞（日本SF作家クラブ主催、1999年 - 2009年）
- 小松左京賞（角川春樹事務所主催、2000年 - 2009年）

#### 評論の公募新人賞
SF小説の評論を対象とする新人賞は、日本SF評論賞（日本SF作家クラブ主催、2006年 - 2014年）があった。

## 日本以外

### 英語圏
- ヒューゴー賞（世界SF協会主催、1953年 - 、SFファンによる投票により選出）
- ネビュラ賞（アメリカSFファンタジー作家協会主催、1966年 - 、アメリカSFファンタジー作家協会会員の投票により選出）
- 英国SF協会賞（英国SF協会、1969年 - ）
- ローカス賞（『ローカス』主催、1971年 - 、一般投票により選出）
- アスタウンディング新人賞（世界SF協会主催、1973年 - デビュー2年内の新人に贈られる、2019年までの旧称は「ジョン・W・キャンベル新人賞」）
- デーモン・ナイト記念グランド・マスター賞（アメリカSFファンタジー作家協会主催、1975年 - 、SFまたはファンタジーに対して多大な貢献を成し遂げた存命の作家に授与される）
- プロメテウス賞（1979年 - ）
- フィリップ・K・ディック賞（1982年 - ）
- シオドア・スタージョン記念賞（1987年 - 、SF短編）
- アーサー・C・クラーク賞（1987年 - ）
- ジェイムズ・ティプトリー・ジュニア賞（1991年 - ）
- ホーマー賞（1991年 - ）
- サイドワイズ賞（1995年 - 、歴史改変SF）

### 非英語圏
韓国
科学技術創作文芸（東亜日報社・韓国科学文化財団主催、2004年 - 2006年、科学技術に関する文芸作品）
フランス
アポロ賞（1972年 - 1990年）
イマジネール大賞（1974年 - ）